# Stora Öradtjärnen (Järna socken, Dalarna)
Stora Öradtjärnen är en sjö i Vansbro kommun i Dalarna och ingår i Dalälvens huvudavrinningsområde.